# Горгіфіон
Горгіфіон (дав.-гр. Γοργυθίων) — персонаж давньогрецької міфології, син Пріама, царя Трої, та Кастіанейри та другорядний герой «Іліади» Гомера.

## Опис
В «Іліаді» Горгіфіон описується як красивий, і його епітетом є безвадний. Джейн Еллен Гаррісон вказала, що «бездоганний» був епітетом героїзованих мерців, яких вшановували та упокоювали у святинях. Зевс навіть застосовує цей епітет до Егісфа, узурпатора, зазначає Гаррісон.
Таким чином, застосовуючи епітет «бездоганний» до Горгіфіона, поет, можливо, відображав культову традицію своїх нащадків, відому Гомеру або гомерівській традиції. Джон Парман Браун припустив, що ім'я Горгітіона «безсумнівно перегукується з гергітами; »залишки гергітів тевкрів« повертаються в героїчний вік як окремі антагоністи».
Згідно з Геродотом, гергіти були «залишками стародавніх тевкрів» (тобто стародавніх троянців).

## Сім'я
Ближче до кінця «Іліади» сам Пріам каже Ахіллесу: «Я породив найсміливіших синів у великій Трої, про яких я кажу, що нікого не лишилося. П'ятдесят було в мене, коли прийшли сини греків; дев'ятнадцять справді з однієї утроби, але інші жінки носили від мене в моїх палацах. І з більшого числа лютий Марс справді послабив коліна під ними...». Горгіфіон згадується при його смерті як «...хоробрий Пріамів син». Про матір Горгіфіона Кастіанейру Гомер говорить (у перекладі Семюеля Батлера): «Його мати, прекрасна Кастіанейра, прекрасна як богиня, була взята в дружини з Есіме».
У Бібліотеці йдеться про те, що в Пріама було дев'ять синів і чотири доньки від Гекаби (синами були Гектор, Паріс, Деїфоб, Гелен, Паммон, Політ, Антиф, Гіппон, Полідор та доньки Креус, Лаодіка, Поліксена і пророчиця Кассандра), і він називає тридцять вісім синів від інших жінок, включно з Троїлом, Іппофоосом, Кебріоном і Горгіфіоном.
У «Міфах» Гая Юлія Гігіна «Фабула 90» цілком складається зі списку «Синів і дочок Пріама до числа п'ятдесят п'ять», до якого входить Горгіфіон.